# Óstio
Em zoologia, chamam-se óstios ou ostia (plural de ostium, uma palavra latina), aos orifícios microscópicos - poros - da parede do corpo das esponjas, animais do filo Porifera, de onde se originou este nome.
Como uma estrutura muito simples, as esponjas alimentam-se e respiram por filtração: a água, com alimentos e oxigénio, entra no corpo através destes orifícios e sai pelo ósculo, uma grande abertura do espongicele, na extremidade livre do corpo.
A parede do espongiocele é forrada por células flageladas (os coanócitos) que, juntamente com as contrações da parede, criam a corrente de renovação da água.
Essas contrações são realizadas por células especiais, os porócitos, que revestem os poros da parede e podem contrair-se, formando uma espécie de tecido muscular.